# Marcia (concubina di Commodo)
Marcia Aurelia Ceionia Demetria, meglio nota come Marcia o Marzia (Anagni, 5 maggio 167 – Roma, 4 aprile 197), è stata la concubina dell'imperatore romano Commodo e complice nel suo assassinio.

## Biografia
Era figlia di Marcia Aurelia Sabiniana, una liberta (ex-schiava) di Lucio Vero, co-imperatore romano al fianco di Marco Aurelio. Fu amante di Marco Numidio Quadrato e, dopo l'uccisione di costui da parte di Commodo, divenne amante dello stesso Commodo. Potrebbe essere stata liberta ella stessa. Secondo Giovanni Xifilino era di fede cristiana, e convinse Commodo a vietare le persecuzioni ai danni dei correligionari. 

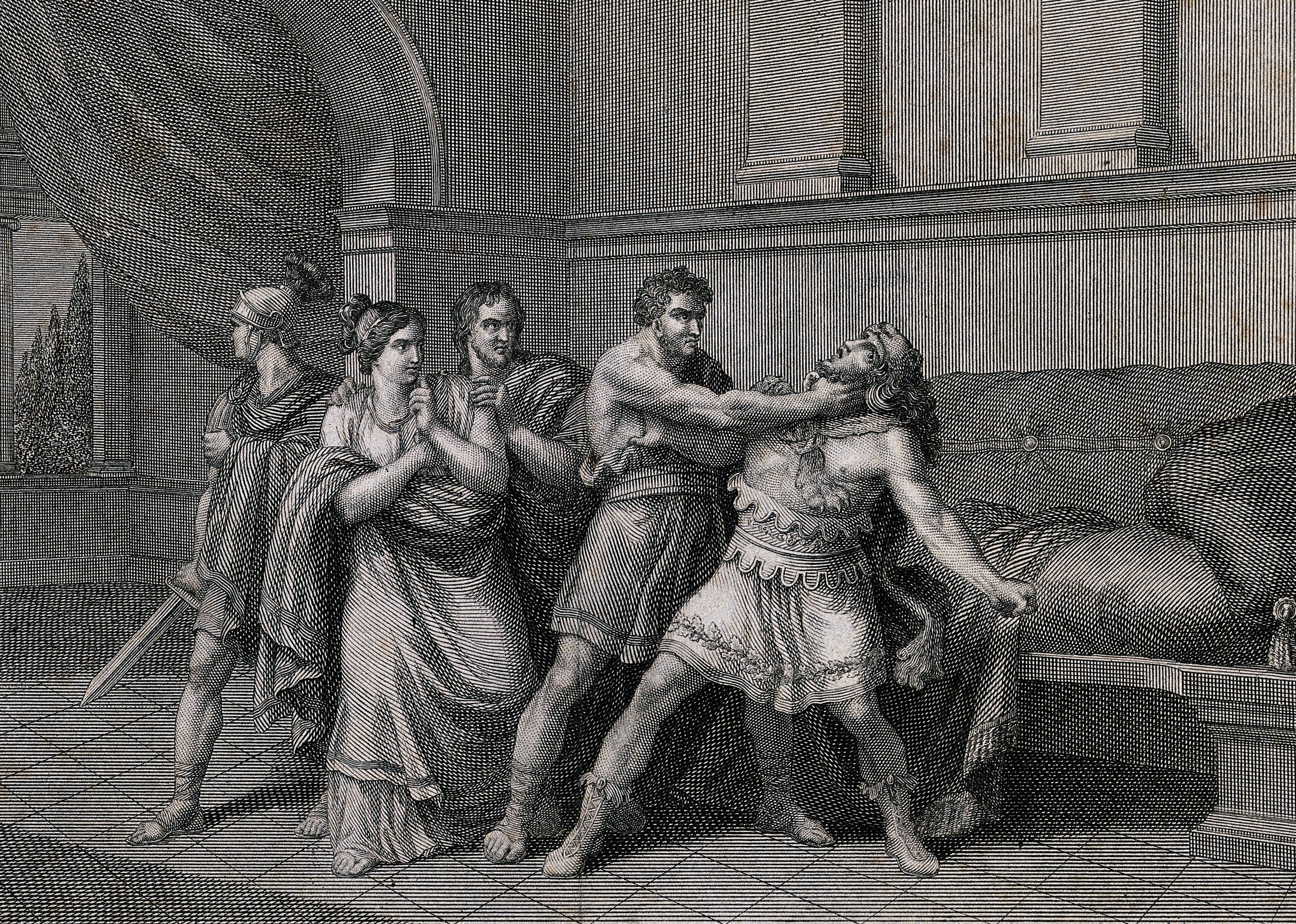
Narcisso strangola Commodo; a sinistra: Leto, Marcia ed Ecletto. (Autore: Bartolomeo Pinelli. Incisore: Giuseppe Mochetti).

Prese parte con il prefetto del pretorio Quinto Emilio Leto e col funzionario di corte Ecletto alla cospirazione che portò all'assassinio dell'imperatore a cui somministrò il veleno che ne permise lo strangolamento per mano di Narcisso (31 dicembre 192). Dopo la morte di Commodo Marcia sposò Ecletto. Commodo fu sostituito dal generale Pertinace, a sua volta ucciso dopo pochi mesi in un complotto di senatori. Marcia fu probabilmente uccisa sotto il breve regno di Didio Giuliano (193), ricchissimo senatore che aveva comprato il titolo di imperatore, o sotto il regno di Settimio Severo, nel 197, per ordine di uno dei due sovrani.